# Rick W. Allen
Richard Wayne Allen (nacido el 7 de noviembre de 1951) un político estadounidense que ha servido como representante de Estados Unidos por el 12.º distrito congresional de Georgia desde 2015. Es miembro del Partido Republicano.

## Carrera
Allen asistió a la Universidad de Auburn, donde obtuvo un título en construcción. Durante su tiempo en Auburn, se unió a la fraternidad Alpha Tau Omega. Es el fundador de R.W. Allen and Associates, una empresa de construcción con sede en Augusta. 

## Posiciones políticas

### Derechos LGBTQ
En 2015, Allen copatrocinó una resolución para enmendar la Constitución y prohibir el matrimonio entre personas del mismo sexo. También copatrocinó una enmienda en desacuerdo con el fallo de la Corte Suprema en Obergefell v. Hodges, que sostuvo que las prohibiciones del matrimonio entre personas del mismo sexo violaban la Constitución.

### Texas v. Pensilvania
En diciembre de 2020, Allen fue uno de los 126 miembros republicanos de la Cámara de Representantes que firmaron un escrito amicus en apoyo a Texas v. Pennsylvania, una demanda presentada ante la Corte Suprema de los Estados Unidos que impugnaba los resultados de las elecciones presidenciales de 2020, en las cuales Joe Biden derrotó al entonces presidente Donald Trump. La Corte Suprema rechazó escuchar el caso, argumentando que Texas carecía de legitimidad bajo el Artículo III de la Constitución para impugnar los resultados de una elección realizada por otro estado.

### Política exterior
Allen votó a favor de brindar apoyo a Israel tras el ataque de Hamás en 2023.

### Violaciones de la Ley STOCK
En septiembre de 2021, un análisis realizado por Business Insider reveló que Allen parecía haber violado la Ley Stop Trading on Congressional Knowledge de 2012, conocida como la Ley STOCK, al no incluir en su formulario de divulgación financiera de 2020 participaciones accionarias en siete empresas, valoradas en hasta $140,000, que sí aparecían en su formulario de divulgación financiera anual de 2019. Además, se informó que tardó alrededor de 15 meses en reportar una compra de acciones realizada por su esposa en junio de 2020.
En junio de 2024, un análisis realizado por Raw Story descubrió que Allen parecía haber violado la Ley STOCK al demorarse hasta seis años y medio en reportar 136 transacciones de acciones y otras operaciones financieras, valoradas en hasta $8.5 millones, en su formulario de divulgación financiera de 2023. En respuesta, un portavoz de Allen culpó de los problemas de reporte a una firma de cumplimiento contratada por él y afirmó que Allen había contratado una nueva firma de cumplimiento "para garantizar que todas las transacciones se hayan reportado adecuadamente."